# Jean de Limur
Jean François Marie Chanu de Limur,, dit Jean de Limur, né le 13 novembre 1887 à Vouhé (Charente-Maritime) et mort le 5 juin 1976 à Paris 16e, est un acteur, réalisateur et scénariste français.

## Biographie
La carrière au cinéma de Jean de Limur (de son nom complet Jean François Marie Chanu de Limur), débute à l'époque du muet à Hollywood, où il est acteur (notamment dans L'Étroit Mousquetaire de Max Linder en 1922, « parce qu'il pratiquait l'escrime », assistant réalisateur (L'Opinion publique de Charles Chaplin en 1923) puis réalisateur (dont The Letter en 1929).
De retour en France au début du parlant, il devient l'assistant du réalisateur Georg Wilhelm Pabst en 1933, sur le tournage de Don Quichotte, avec Fédor Chaliapine dans le rôle-titre. Il réalisera jusqu'en 1945 plus d’une vingtaine de films (le plus souvent des « films légers »), dont : Mon gosse de père avec Alice Cocéa et Adolphe Menjou (1930), La Bête aux sept manteaux avec Jules Berry (1936), La Garçonne avec Arletty et Marie Bell (1936), L'Homme qui joue avec le feu (1942) ou encore La Grande Meute (1945), son dernier film.
Marié une première fois, en 1918, à Marie Augustine Plunian (plus connue sous le nom de Madeleine de Limur), dont il divorce dès 1921, il se remarie le 28 juillet 1934 avec Stella Petzold (1907-1998), fille de Féodor Chaliapine.
Pendant l'Occupation, il vit à l'hôtel de Lamballe, où il reçoit des personnalités du monde du spectacle, dont Danielle Darrieux (qui y rencontre son futur mari) ou encore Ginette Leclerc (qui y tourne pour le film L'Homme qui joue avec le feu).
Il devient le beau-frère de l'homme politique et journaliste italien Luigi Freddi (époux de l'autre fille de Chaliapine), chef de la direction générale de la cinématographie sous le régime fasciste italien. À la demande de ce dernier, Jean de Limur tourne en 1943 en Italie Apparizione avec Alida Valli, ce qui lui est, entre autres[Quoi ?], reproché à la Libération et met fin à sa carrière.
Il travaillera ensuite « près de quinze ans auprès de la direction des automobiles Simca ».

## Filmographie

### Réalisateur
- 1929 : The Letter
- 1929 : Jealousy
- 1930 : The Parisian
- 1930 : Mon gosse de père
- 1931 : Circulez !
- 1932 : Monsieur le duc
- 1933 : Mariage à responsabilité limitée
- 1933 : Paprika
- 1934 : L'Amour en cage
- 1934 : L'Auberge du petit dragon
- 1935 : Le Coup de trois
- 1935 : La Petite Sauvage
- 1935 : Le Voyage imprévu
  - Runaway Ladies (version anglophone du Voyage imprévu)
- 1935 : La Rosière des halles
- 1936 : La Bête aux sept manteaux
- 1936 : La Garçonne avec Arletty et Marie Bell
- 1936 : La Brigade en jupons
- 1938 : Petite Peste
- 1938 : La Cité des lumières
- 1939 : Le Père Lebonnard
- 1942 : L'Âge d'or
- 1942 : L'Homme qui joue avec le feu
- 1943 : Apparition (Apparizione)
- 1945 : La Grande Meute

### Assistant réalisateur
- 1923 : L'Opinion publique de Charles Chaplin
- 1933 : Don Quichotte de Georg Wilhelm Pabst

### Acteur
- 1922 : The Worldly Madonna, de Harry Garson
- 1922 : L'Étroit Mousquetaire de Max Linder
- 1924 : L'Arabe de Rex Ingram : Hossein
- 1923 : L'Opinion publique de Charles Chaplin
- 1925 : Love's Bargain de Burton George
- 1927 : Human Desires (en) de Burton George
- 1933 : Don Quichotte de Georg Wilhelm Pabst